# Ferrovia Alkmaar-Hoorn
La ferrovia Alkmaar-Hoorn è una linea ferroviaria dei Paesi Bassi tra Alkmaar e Hoorn. La linea entrò in esercizio nel 1898 collegando le città di Alkmaar e Hoorn.
| Continuation backward |

| Station on track |

| Unknown route-map component "hKRZWae" |

| Stop on track |

| Unknown route-map component "hKRZWae" |

| Stop on track |

|  | Unknown route-map component "ABZgl" | Unknown route-map component "CONTfq" |

| Stop on track |

| Unknown route-map component "CONTgq" | Unknown route-map component "ABZg+r" |  |

| Unknown route-map component "SKRZ-Au" |

| Station on track |

|  | Unknown route-map component "ABZgl" | Unknown route-map component "CONTfq" |

| Continuation forward |